# ATV Bâle
Ne doit pas être confondu avec RTV 1879 Bâle.
L’ATV Bâle est un club de handball situé à Bâle en Suisse. 

## Palmarès
Section masculine
- Championnat de Suisse (2) : 1966-67, 1971-72
- Coupe de Suisse de handball à onze (1) : 1973

Section féminine
- Championnat de Suisse (4) : 1981/82, 1982/83, 1984/85, 1986/87